# 7451 Verbitskaya
7451 Verbitskaya (1978 PU2) là một tiểu hành tinh vành đai chính được phát hiện ngày 8 tháng 8 năm 1978 bởi N. S. Chernykh ở Đài vật lý thiên văn Crimean.